# Oldřich Daněk
Oldřich Daněk (16. ledna 1927 Ostrava – 3. září 2000 Praha) byl český dramatik, spisovatel, režisér a scenárista. Ve své dramatické tvorbě se inspiroval epickým divadlem Bertolta Brechta.

## Životopis
Jeho otec byl řezník, matka prodavačka. V posledním ročníku gymnázia v Moravské Ostravě byl totálně nasazen na práci do říše. Po válce, v roce 1945, si dodělal maturitu. V té době se stal rovněž hercem ostravského Divadla Petra Bezruče a vstoupil do KSČ. Od roku 1946 začal studovat pražskou DAMU. Absolvoval v roce 1950, a to jak v oboru herectví (u Ladislava Peška a Karla Högera), tak režie (u Jindřicha Honzla).
Po studiu se stal režisérem Klicperova divadla v Hradci Králové, kde působil až do konce roku 1953. V letech 1954–1956 byl umělecký šéf činohry i režisér Divadla F. X. Šaldy v Liberci. V roce 1956 byl zaměstnán ve Filmovém studiu Barrandov, nejprve jako externí scenárista, od roku 1958 jako dramaturg a od roku 1960 jako režisér. Napsal pro Barrandov scénáře k řadě filmů, např. Ošklivá slečna (1959) nebo Konec agenta W4C prostřednictvím psa pana Foustky (1967). Hojně také v 60. letech publikoval v tisku, zejména fejetony a drobné úvahy (zejm. v Divadle, Literárních novinách, Divadelních novinách, Filmu a době, Hostu do domu, Scéně, Mladém světě).
V roce 1967 byl zvolen do ústředního výboru Svazu československých spisovatelů a byl aktivním účastníkem Pražského jara. V roce 1968 podepsal výzvu Dva tisíce slov, za což byl v roce 1970 vyškrtnut z komunistické strany a v roce 1973 propuštěn z Filmového studia Barrandov. Od té doby byl spisovatelem na volné noze. Přes "osmašedesátnický škraloup" mu ale bylo umožněno psát zejména pro televizi a rozhlas (např. seriál Byl jednou jeden dům). V 80. letech byl dokonce oceněn titulem zasloužilý umělec a Řádem Klementa Gottwalda (1988). V té době spolupracoval zejména s pražským Vinohradským divadlem, pro nějž napsal své nejslavnější hry (např. Vévodkyně valdštejnských vojsk). Zemřel v Praze, na karcinom hrtanu a selhání srdce. Pohřben byl v Sobotce.
Jeho vnukem je zpěvák Kryštof Michal.

## Dílo
Jeho hry se často zabývají morálkou, autor je vždy na straně klasických morálních zásad. Divadelní encyklopedie jako hlavní témata jeho díla označuje "mravní odpovědnost jedince vůči společnosti, obtížnost posuzování viny, boj talentovaných s mocnými a posedlost jako hnací síla vývoje lidstva". Typické jsou pro něj rovněž historické látky, užívání apokryfu, demýtizace historických postav a jistá záliba v paradoxech. Zjevnou je rovněž inspirace antiiluzivním divadlem Bertolta Brechta, typickým je užívání principu "divadla na divadle" či vypravěče, který diváka provází dějem a upozorňuje ho "je to jen divadlo, mohlo to být také jinak". V jeho pozdních divadelních hrách je dialog povýšen na jediného nositele významu. Základem textů inscenovaných v rozhlase a televizi byly často jeho divadelní hry, nezřídka si je sám režíroval a využíval k tomu svůj oblíbený vinohradský herecký ansámbl.

### Drama
- Umění odejít, 1955
- Čtyřicátý osmý, 1956
- Pohled do očí, 1959
- Svatba sňatkového podvodníka, 1961
- Máte rádi blázny?, 1962
- Lova na mamuta, 1963
- Čtyřicet omylů Herodesových, někdy též Čtyřicet zlosynů a jedno neviňátko, 1966
- Vrátím se do Prahy, 1969
- Dva na koni, jeden na oslu, 1971
- Hvězda jménem Praha, 1973
- Případ bez jednacího čísla, 1974
- Válka vypukne po přestávce, 1976
- Střelec, 1978
- Bitva na Moravském poli, 1979
- Vévodkyně valdštejnských vojsk, 1980
- Zpráva o chirurgii města N., 1981
- Příští léto v Locarnu, 1982
- Životopis mého strýce, 1983
- Zdaleka ne tak ošklivá, jak se původně zdálo, 1983
- Sen smíchovské noci, 1984
- Jedno jaro v Paříži, 1987
- Kulhavý mezek, 1987
- Vy jste Jan, 1987
- Jak snadné je vládnout, 1993

### Próza
- Král utíká z boje, 1967
- Únosce: Podivný den herce Krapka, 1967
- Král bez přilby, 1971
- Vražda v Olomouci, 1972 román
- Žhářky a požárnice, 1980
- Nedávno…: Útržky z běhu času, 1985 historické povídky

### Film
- Zde jsou lvi, 1958, scénář
- Ošklivá slečna,[3] 1959, scénář a pomocná režie
- Tři tuny prachu, 1960, scénář a režie
- Pohled do očí, 1961, scénář a režie
- Prosím nebudit, 1962, scénář
- Spanilá jízda, 1963, scénář a režie
- Konec agenta W4C prostřednictvím psa pana Foustky, 1967, spolupráce na scénáři
- Královský omyl, 1968, scénář na motivy vlastního románu Král utíká z boje + režie
- Dva na koni, jeden na oslu, 1986, námět: stejnojmenná hra Oldřicha Daňka

### Režie v TV
- Muž v pralese, 1971
- Raněný lučištník, 1974
- Dva útržky ze života muže, 1976
- Druhá první dáma, 1980
- Žena z Korinta, 1986
- Španělé v Praze, 1988
- Opouštět Petrohrad, 1990
- Pilát Pontský, onoho dne, 1991
- Záskok pro Sissi a dalších 6 dílů cyklu Z hříček o královnách (1994–95), rovněž scenárista všech dílů

### Scénáře k TV inscenacím a seriálům
- Prometheus, 1958
- Pařížský kat, 1968
- Kardinál Zabarella, 1968,
- Břetislav a Jitka, 1974
- Byl jednou jeden dům, 1974, TV seriál, scénář spolu s Janem Otčenáškem
- Dnes v jednom domě, 1978, TV seriál, scénář spolu s Janem Otčenáškem
- Cesta na Borneo, 1983
- Záviš a Kunhuta, 1985
- Bankovní dům Daubner, 1989

### Rozhlasové hry
- Dialog v předvečer soudu, 1967, Československý rozhlas, hráli: profesor: Karel Höger, prokurátor: Otakar Brousek, sestra: Julie Charvátová, režie: Jiří Roll.
- Dialog s doprovodem děl, 1967
- Přepadení Národní banky,[4] 1969
- Jak se máte Vondrovi?, několik dílů
- Vzpomínka na Hamleta, 1994, Český rozhlas, hráli: Královna norská (Marta Vančurová), Klaudius (Josef Vinklář), Horatio (Lukáš Hlavica), Kapitán (Jiří Klem) a hlášení a odhlášení (Hana Brotánková), dramaturgie: Oldřich Knitl, režie: Josef Henke[5]
- Rozhovor v Delfách,[6] 1997
- Blbý had, 2000
- Rudolfinská noc,[7] 2003
- Hříčky o královnách, dramatizace pro Český rozhlas 2015–2016, režie: Lukáš Kopecký[8]